# مركز دوان أرنولد للطاقة النووية
مركز دوان أرنولد للطاقة النووية هو محطة للطاقة النووية  والوحيد في أيوا. يقع على مساحة 500 فدان (200 هكتار) على الضفة الغربية لنهر أيوا، على بعد ميلين (3.2 كم) شمال شرق بالو بالولايات المتحدة الأمريكية.

## نبذة
دخل مركز دوان أرنولد للطاقة النووية الخدمة في فبراير 1975. ويولد حاليًا طاقة إنتاج صافية تبلغ 615 ميجاوات تقريبًا باستخدام مفاعل جنرال إلكتريك والذي يعمل بالماء المغلي.

## الملاك
المالك الأكبر والمشغل هو NextEra للموارد بنسبة (70٪). بينما يمتلك مركز أيوا للطاقة التعاونية نسبة تقدر بـ  20٪، وكورن بلت للطاقة التعاونية بنسبة 10٪.

## المستقبل
في يناير 2018، أعلنت NextEra أنه من غير المتوقع أن يعمل المركز بعد عام 2025.  تم منح المركز ترخيص لمدة 20 عامًا حتى عام 2034، في يوليو 2018 تم تعديل تاريخ الإغلاق المتوقع وأصبح عام 2020.